# 日立市立日高中学校
日立市立日高中学校（ひたちしりつひたかちゅうがっこう）は、茨城県日立市小木津町3-26-1にある日立市立中学校。

## 概要
日高中学校は、1980年4月に滑川中学校の一部を分離した。将来的には、日高中学校との統合が検討されている。
2008年度から「三本柳さんさ保存会連中」から指導を受け、日高中三本柳さんさに取り組んでいる。

## 沿革

### 年表
- 1947年4月15日 - 多賀郡日高村立日高中学校が開校[8]。
- 1955年2月15日 - 日高村と日立市が合併。日立市立日高中学校に改称[8]。
- 2007年8月17日 - 剣道部が全国大会に出場[8]。
- 2008年度 - 日高中学校屋内運動場改築事業[9]。
- 2009年3月3日 - 屋内運動場が完成[10]。
- 2010-2011年度 - 日高中学校校舎改築事業[9]。
- 2012年3月8日 - 新校舎が完成[11]。
- 2022年度 - 1人1台端末を活用した学びのイノベーション推進プロジェクト研究指定校に指定[12][13]。

## 教育方針
（出典：）
学校教育目標
心豊かに 健やかで たくましく行動できる生徒の育成
学校経営の基本方針
生徒が安心して学べる学校づくり
組織目標
1. 夢と志をもち自らの可能性の挑戦するために必要となる資質・能力を育成する
2. 持続可能な社会の担い手として必要となる多様な力を育成する

## 部活動
（出典：）

### 運動部
- 軟式野球部
- サッカー部
- 男子ソフトテニス部
- 女子ソフトテニス部
- 柔道部
- 剣道部
- 男子バスケットボール部
- 女子バスケットボール部
- 男子バレーボール部
- 女子バレーボール部
- 卓球部

### 文化部
- 吹奏楽部
- 美術部

## 通学区域
（出典：）
- 日立市相田町
  - 1丁目
  - 2丁目
  - 3丁目1番から11番5号、12番から20番14号、21番以降
- 日立市小木津町
- 日立市田尻町
  - 旧地番
  - 1丁目
  - 2丁目（42から46番以外）
  - 4丁目（6から10番、18から49番以外）
- 日立市日高町

## 進学前小学校
- 日立市立田尻小学校
- 日立市立日高小学校

## 学区内の主な施設
- 日高交流センター
- 田尻交流センター
- 日立市役所日高支所

## 交通
- JR常磐線 小木津駅から徒歩15分[17]